# Stora Björketjärnen
Stora Björketjärnen är en sjö i Göteborgs kommun i Västergötland och ingår i Göta älvs huvudavrinningsområde. Sjöns area är 0,014 kvadratkilometer och den befinner sig 93 meter över havet.